# Rojo Paraguay
Rojo Paraguay fue un programa de televisión que se adaptó del programa chileno Rojo. Fue producido por Lema Producciones y emitido por Telefuturo los lunes, miércoles y viernes a las 20:30 horas, conducido por Dani Da Rosa, en donde un grupo de jóvenes talentosos deben participar según su categoría (bailarín, cantante o grupo) con el fin de no ser eliminados y poder ganar un gran premio final.

## Primera temporada
La primera temporada de Rojo, con el lema -El valor del talento- inició el día lunes 5 de marzo de 2012 presentando a los participantes que van a competir en esta temporada, que son: 19 bailarines y 25 cantantes. El jurado está compuesto por: Eliana Rodas, Milciades Brítez y Lenys Paredes. El día viernes 1 de junio de 2012 inició la competencia de grupos presentando a los 5 grupos que van a competir.
Finalizó el día viernes 27 de julio, siendo María José Obregón la ganadora en la categoría "Cantantes", Jessica Torres la ganadora en la categoría "Bailarines" y HJ y Zona 7 el ganador en la categoría "Grupos".

## Segunda temporada
La segunda temporada de Rojo, con el lema -El valor del talento- inició el día lunes 6 de agosto de 2012 presentando a los participantes que van a competir en esta temporada, que son: 17 bailarines y 18 cantantes. El jurado está compuesto por: Eliana Rodas, Milciades Brítez, Lenys Paredes y Julián Crocco.
Finalizó el día viernes 28 de diciembre, siendo Aldo Maldonado el ganador en la categoría "Cantantes" y Andrea Saucedo la ganadora en la categoría "Bailarines".
ROJO " El valor del talento" nuevo formato.
Primera Temporada TELEFUTURO 2022 
El nuevo formato de Rojo, con el lema -El valor del talento- inició el día lunes 28 de marzo de 2022 presentando a los participantes que van a competir en esta temporada, que son: 12 bailarines y 12 cantantes. El jurado está compuesto por: Robson Maia, Lali González y Dani Meza.
Resultando Ganadores: Alquiles Oviedo entre los cantantes y Lee Garay entre los bailarines. 
El 25 de julio de 2022 arrancó la segunda generación de este nuevo formato. Con 10 bailarines y 10 cantantes. 
Bailarines Finalistas: Maida Delgado, Félix Álvarez y Alejandra Acosta 
Cantantes Finalistas: Daya Sanchez, Diana Fernández, Cristian "Chili" Garicoche  
El 2 de diciembre finalizó la temporada, dando como ganadores a: Ale Acosta en baile y Chili en canto. 

## Tragedia
El domingo 8 de abril de 2012 a las 13:30 aproximadamente, en la colonia Naranjito en la jurisdicción de Corpus Christi, en el departamento de Canindeyú, fallecieron las participantes Gabriela Duarte y Gabriela González, y el productor del programa Matías Vázquez a consecuencia de un accidente automovilístico.
Debido al duelo por la pérdida, el programa no fue emitido los días lunes 9 y miércoles 11 de abril, volviendo a ser emitido el día viernes 13 de abril, un programa especial de homenaje a los tres.
El día lunes 12 de noviembre falleció el productor general del programa, Mario Gómez, por complicaciones durante una operación cardíaca a la que estaba siendo sometido.